# 테네브래

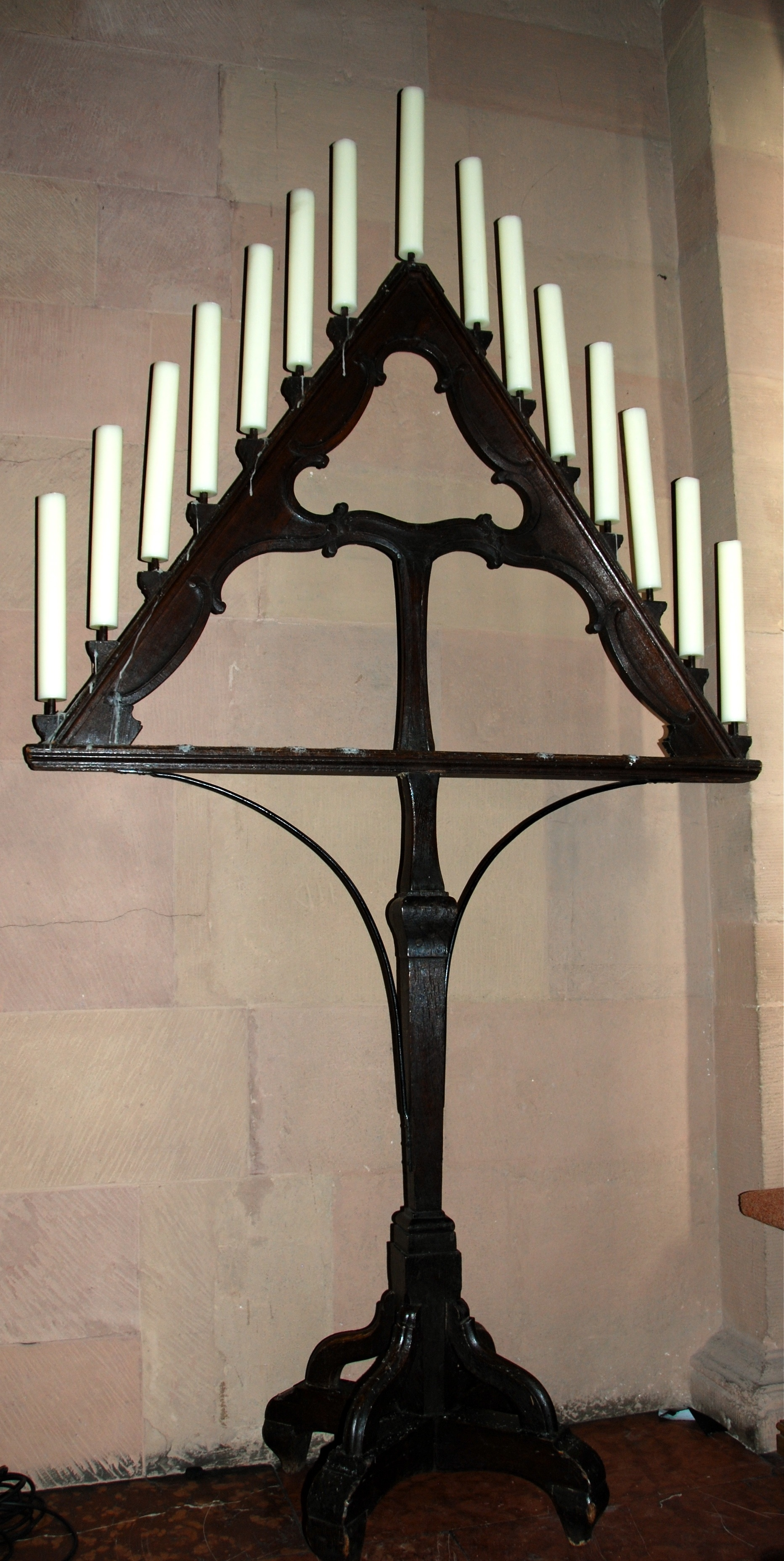
마인츠 대성당에 있는 15개의 테네브래 촛불.

테네브래는 새벽기도와 아침기도를 함께 일컫는 성삼일의 시간전례이다다.
아마도 이 이름은 새벽기도가 시작될 때 성당 에서 15개의 촛불을 켜는 예식 에서 유래했을 것이다.  찬가가 끝나면 촛불 하나가 꺼지므로 15번째인 즈가리야의 노래가 끝난 뒤에는 완전히 어두워 진다. 성금요일 테네브래의 화답송 중의 하나는 어둠이 온 땅에 덮였다이다.
많은 작곡가들이 테네브래에 곡을 붙였다.

## 테네브래 독서기도 (색인)
| (주: 시편 번호는 불가타 역을 따름) | 성 목요일                                           | 성 금요일                                           | 성 토요일                                           | Practices |
| (주: 시편 번호는 불가타 역을 따름) | 새벽기도                                            |                                                     |                                                     | |
| (주: 시편 번호는 불가타 역을 따름) | 제 1 밤기도 (예레미야의 애가 독서)                  |                                                     |                                                     | |
| 후렴                               | 당신 집을 향한 열정이                               | Astiterunt reges terrae                             | In pace                                             | |
| 시편                               | Psalm 68 (Psalm 68)                                 | Psalm 2 (Psalm 2)                                   | Psalm 4 (Psalm 4)                                   | 첫 번째 촛불을 끈다.                                                                                              |
| 후렴                               | 뒤로 물러나게 하소서                                | Diviserunt sibi                                     | Habitabit in tabernaculo                            | |
| 시편                               | Psalm 69 (Psalm 69)                                 | Psalm 21 (Psalm 21)                                 | Psalm 14 (Psalm 14)                                 | 두 번째 촛불을 끈다.                                                                                              |
| 후렴                               | 저의 하느님 저를 구원하소서                         | Insurrexerunt in me                                 | Caro mea                                            | |
| 시편                               | Psalm 70                                            | Psalm 26                                            | Psalm 15                                            | 세 번째 촛불을 끈다.                                                                                              |
| 응송                               | 뒤로 물러나게 하소서                                | Diviserunt sibi                                     | In pace in idipsum                                  | |
|                                    | 주님의 기도 (침묵)                                  |                                                     |                                                     | |
| 제 1 독서                          | 애가 1:1–1:5                                        | Lamentations 2:8–2:11                               | Lamentations 3:22–3:30                              | |
| 제 1 화답송                        | 올리브 산에서                                       | Omnes amici mei                                     | Sicut ovis                                          | |
| 제 2 독서                          | 애가 1:6–1:9                                        | Lamentations 2:12–2:15                              | Lamentations 4:1–4:6                                | |
| 제 2 화답송                        | 내 마음이 너무 괴로워                               | Velum templi                                        | Jerusalem surge                                     | |
| 제 3 독서                          | 애가 1:10–1:14                                      | Lamentations 3:1–3:9                                | Lamentations 5:1–5:11                               | |
| 제 3 화답송                        | 이제 우리는 보았다                                  | Vinea mea                                           | Plange quasi virgo                                  | |
|                                    | 제 2 밤기도 (아우구스티누스의 시편상해 독서)        |                                                     |                                                     | |
| 후렴                               | 주님은 구원하나이다                                 | Vim faciebant                                       | Elevamini                                           | |
| 시편                               | Psalm 71                                            | Psalm 37                                            | Psalm 23                                            | 네 번째 촛불을 끈다.                                                                                              |
| 후렴                               | 온갖 망상이 흘러나오네                              | Confundantur                                        | Credo videre                                        | |
| 시편                               | Psalm 72                                            | Psalm 39                                            | Psalm 26                                            | 다섯 번째 촛불을 끈다.                                                                                            |
| 후렴                               | 일어나소서, 주님                                    | Alieni insurrexerunt                                | Domine, abstraxisti                                 | |
| 시편                               | Psalm 73                                            | Psalm 53                                            | Psalm 29                                            | 여섯 번째 촛불을 끈다.                                                                                            |
| 응송                               | 저의 하느님 저를 구원하소서                         | Insurrexerunt in me                                 | Tu autem                                            | |
|                                    | 주님의 기도 (침묵)                                  |                                                     |                                                     | |
| 제 4 독서                          | 시편상해 54 4 [vv2-3]                               | from Commentary on Psalm 63                         | from Commentary on Psalm 63                         | |
| 제 4 화답송                        | 나의 친구가                                         | Tamquam ad latronem                                 | Recessit pastor noster                              | |
| 제 5 독서                          | 시편상해 54 4 [vv2-3]                               | from Commentary on Psalm 63                         | from Commentary on Psalm 63                         | |
| 제 5 화답송                        | 최악의 장사꾼 유다가                                | 어둠이 온 땅에 덮였다                               | O vos omnes                                         | |
| 제 6 독서                          | 시편상해 54 12 [v10]                                | from Commentary on Psalm 63                         | from Commentary on Psalm 63                         | |
| 제 6 화답송                        | 내 제자 가운데 하나가                               | Animam meam dilectam                                | Ecce quomodo                                        | |
|                                    | 제 3 밤 기도 (신약의 두 서간 독서)                  |                                                     |                                                     | |
| 후렴                               | 거만한 자에게 내가 말하였다                         | Ab insurgentibus                                    | Deus adjuvat me                                     | |
| 시편                               | Psalm 74                                            | Psalm 58                                            | Psalm 53                                            | 일곱 번째 촛불을 끈다.                                                                                            |
| 후렴                               | 땅이 놀라                                           | Longe fecisti                                       | In pace factus                                      | |
| 시편                               | Psalm 75                                            | Psalm 87                                            | Psalm 75                                            | 여덟 번째 촛불을 끈다.                                                                                            |
| 후렴                               | 곤경의 날에                                         | Captabunt                                           | Factus sum                                          | |
| 시편                               | Psalm 76                                            | Psalm 93                                            | Psalm 87                                            | 아홉 번째 촛불을 끈다.                                                                                            |
| 응송                               | 일어나소서, 주님                                    | Locuti sunt adversum me                             | In pace factus est                                  | |
|                                    | 주님의 기도 (침묵)                                  |                                                     |                                                     | |
| 제 7 독서                          | 1 코린 11,17-22                                     | Hebrews 4:11–4:15                                   | Hebrews 9:11–9:14                                   | |
| 제 7 화답송                        | 저는 순한 어린양 같았나이다                         | Tradiderunt me                                      | Astiterunt reges terrae                             | |
| 제 8 독서                          | 1 코린 11:23–26                                     | Hebrews 4:16–5:3                                    | Hebrews 9:15–9:18                                   | |
| 제 8 화답송                        | 한 시간도                                           | Jesum tradidit                                      | Aestimatus sum                                      | |
| 제 9 독서                          | 1 코린 11:27–34                                     | Hebrews 5:4–5:10                                    | Hebrews 9:19–9:22                                   | |
| 제 9 화답송                        | 백성의 원로들이                                     | Caligaverunt oculi mei                              | Sepulto Domino                                      | |
|                                    | 아침기도                                            |                                                     |                                                     | |
| 후렴                               | 판결을 내리셔도 주님은 의로우시고                   | Proprio Filio                                       | O mors                                              | |
| 시편                               | Psalm 50 (Miserere)                                 | Psalm 50 (Miserere)                                 | Psalm 50 (Miserere)                                 | 열 번째 촛불을 끈다.                                                                                              |
| 후렴                               | 주님께서는 어린양처럼                               | Anxiatus est                                        | Plangent eum                                        | |
| 시편                               | Psalm 89                                            | Psalm 142                                           | Psalm 91 (pre-1912) Psalm 91 (from 1912)            | 열 한 번째 촛불을 끈다.                                                                                           |
| 후렴                               | 내 심장이 터지고                                    | Ait latro ad latronem                               | Attendite                                           | |
| 시편                               | Psalms 62+66 (pre-1912) Psalm 35 (from 1912)        | Psalms 62+66 (pre-1912) Psalm 84 (from 1912)        | Psalms 62+66 (pre-1912) Psalm 63 (from 1912)        | 열 두 번째 촛불을 끈다.                                                                                           |
| 후렴                               | 당신 힘으로 이끄셨나이다                            | Dum conturbata                                      | A porta inferi                                      | |
| 구약 찬가                          | 모세의 노래 탈출 15:1–18                            | Canticle of Habacuc Habakkuk 3:2–3:19               | Canticle of Ezechias Isaiah 38:10–38:20             | 열 세 번째 촛불을 끈다.                                                                                           |
| 후렴                               | 스스로 원하시었으므로 당신을 봉헌하셨나이다         | Memento mei                                         | O vos omnes qui transitis                           | |
| 시편                               | Psalms 148+149+150 (pre-1912) Psalm 146 (from 1912) | Psalms 148+149+150 (pre-1912) Psalm 147 (from 1912) | Psalms 148+149+150 (pre-1912) Psalm 150 (from 1912) | 열 네 번째 촛불을 끈다.                                                                                           |
| 응송                               | 제가 믿어온 친한 벗마저                             | Collocavit me                                       | Caro mea                                            | |
| 후렴                               | 그분을 팔아넘길 자는                                | Posuerunt super caput                               | Mulieres sedentes                                   | |
| 즈가리야의 노래                    | 즈가리야의 노래 루카 1:68–1:79                      | 즈가리야의 노래 루카 1:68–1:79                      | 즈가리야의 노래 루카 1:68–1:79                      | Altar candles extinguished at different verses of Benedictus; Last burning candle hidden after repeat of antiphon |
|                                    | 그리스도께서 순종하셨도다 (필리 2:6-9)              |                                                     |                                                     | |
|                                    | 주님의 기도 (silent)                                |                                                     |                                                     | |
|                                    | Psalm 50 (Miserere), omitted after 1955             |                                                     |                                                     | |
| 마침기도                           | 청하오니 굽어보소서                                 | 청하오니 굽어보소서                                 | 청하오니 굽어보소서                                 | Followed by strepitus; last candle brought back                                                                   |

- Charles Iesuald의 테네브래 화답송